# Bensoylekgonin
Bensoylekgonin är ett utvärtes applicerat analgetikum och en metabolit.

## Historia
Bensoylekgonin är den huvudsakliga verksamma ingrediensen i Esterom, ett utvärtes applicerat läkemedel som lindrar muskelvärk.

## Farmakokinetik
Bensoylekgonin består av ekgonin och bensoesyra. Bensoylekgonin är den primära metaboliten för kokain.

## Detektering av kokain
Bensoylekgonin är det ämne som man främst söker efter i urinprov för att avgöra om en person har tagit kokain.
2005 fann forskare överraskande stora mängder bensoylekgonin i den italienska floden Po och man använde den funna koncentrationen för att beräkna ungefär hur många som använde kokain i området. 2006 genomfördes en liknande studie på avloppsvatten i den schweiziska skidorten Sankt Moritz.